# نيكولا كوليف
نيكولا كوليف (بالبلغارية: Никола Колев)‏ هو لاعب كرة قدم بلغاري في مركز الوسط، ولد في 6 يونيو 1995 في تارغوفيشته في بلغاريا. شارك مع منتخب بلغاريا تحت 17 سنة لكرة القدم ومنتخب بلغاريا تحت 19 سنة لكرة القدم ومنتخب بلغاريا تحت 21 سنة لكرة القدم. أما مع النوادي، فقد لعب مع نادي ليتكس لوفتش.

## وصلات خارجية
- نيكولا كوليف على موقع الاتحاد الأوربي (الإنجليزية)
- نيكولا كوليف على موقع قاعدة بيانات كرة القدم.إي يو (الإنجليزية)
- نيكولا كوليف على موقع Soccerway.com (الإنجليزية)